# Prémio de Iniciativa Europeia
O prémio de iniciativa europeia é um prémio jornalístico, criado em 2003 pela Maison de l’Europe de Paris e pelo European Press Club com o apoio do Parlamento Europeu. O prémio distingue os melhores trabalhos sobre variados temas da União Europeia.
A cerimónia de premiação decorre todos os anos em Junho na Maison de l’Europe en Paris, mais precisamente no Hotel de Villiers, palácio histórico do séc. XIX, localizado no distrito 17 de Paris e propriedade da cidade de Paris.
A cerimónia é geralmente procedida por um debate sobre as diferentes temáticas europeias. O juri é composto por intelectuais franceses e europeus e presidido pela ex-deputada Catherine Lalumière, Presidente da Maison de l’Europe de Paris. O prémio consiste na entrega de um diploma de honra e de uma obra de arte oferecidos pelo Parlamento Europeu.
List of Laureates
2016 Edition
- Christophe AYAD, member of the Panama Papers project, journalist for the french newspaper Le Monde

- Franck BOURGERON, managing editor, La Revue Dessinée

- Daniel COHN-BENDIT for his journalistic work

- France Télévisions

2015 Edition
- Cartooning for Peace

- Eurochannel

- Le Nouvel Observateur's Journées L'OBS

2014 Edition
- Yves Bertoncini, Notre Europe –Jacques Delors Institute & Thierry Chopin, Robert Schuman Foundation (France) for their report: Des visages sur des clivages : les élections européennes de mai 2014

- Europavox

- Public Sénat

2013 Edition
- Kattalin Landaburu, France 24

- Rudolf Chimelli, journaliste

- Euronews

2012 Edition
- Nicolas Gros-Verheyde of Bruxelles2.eu

- Érik Izraelewicz, director of Le Monde

- Stefan de Vries, journalist

2011 Edition
- Daniel Desesquelle presenting the Carrefour de l'Europe programme on 5 avril 2013 in Strasbourg.

- Alberto Toscano, journalist

- Pascal Verdeau, journalist, France 3

2010 Edition
- Paul Germain, Le Bar de l’Europe TV5 Monde

- Stéphane Leneuf, Le Téléphone sonne – spécial Europe – France Inter

- Jean Quatremer, Libération newspaper

2008 Edition
- Françoise Crouïgneau, chief international editor, Les Échos daily newspaper

- Philippe Dessaint for Kiosque on TV5 Monde

- Jean-Pierre Gouzy, former president of the European Journalist Association (AJE)

2009 Edition
- Véronique Auger, rédactrice en chef de la rédaction Européenne de France 3

- Courrier International

- Quentin Dickinson, directeur chargé des Affaires européennes – Radio France

2007 Edition
- Jérôme Clément, président d’ARTE

- Daniel Vernet, directeur des Relations Internationales « Le Monde »

- Laurence Aubron pour « Eur@dionantes »

2006 Edition
- Ferdinando Riccardi, Marina Gazzo, editors of l’Agence europe

- Gérard Lignac, director general of Les Dernières Nouvelles d'Alsace

- Bernard Guetta, journalist and columnist at France Inter and L'Express

2005 Edition
- Christine Ockrent for the programme France Europe Express on France 3

- François-Régis Hutin, Director -General, President of Ouest-France newspaper

2004 Edition
- Cafebabel.com – online magazine

- France Culture's Cause Commune

- Anne-marie Autissier for her review, Culture Europe International

- La Croix newspaper

References
^ Jump up to: a b Prize of the European initiative
Jump up ^ Pérus, Héloïse (June 2015). "Remise du Prix de l'Initiave Europeenne" [European Citizen's Initiative Award] (PDF) (Press release) (in French). Paris: Maison de l’Europe de Paris. Retrieved 24 June 2015.